# Yemassee
Yemassee è un comune degli Stati Uniti d'America, situato in Carolina del Sud, diviso tra la Contea di Beaufort e la Contea di Hampton.